# Brad Whitford
Brad Whitford (* 23. února 1952, Winchester, Massachusetts, USA) je americký rockový kytarista, známý především jako hráč na rytmickou kytaru ve skupině Aerosmith. Whitford je i spoluautorem několika skladeb, přičemž nejznámější se stala „Last Child“ (1976), v níž zaujal post sólového kytaristy. Dalšími spoluautorskými počiny byly tvrdší skladby „Nobody's Fault“ (1976), „Round and Round“ (1975), „Back in the Saddle“ (1977), ale i balady „You See Me Crying“ (1975), „Home Tonight“ (1976) či skladby z osmdesátých let „Permanent Vacation“ (1987) a „Voodoo Medicine Man“.